# Gwern-y-Steeple

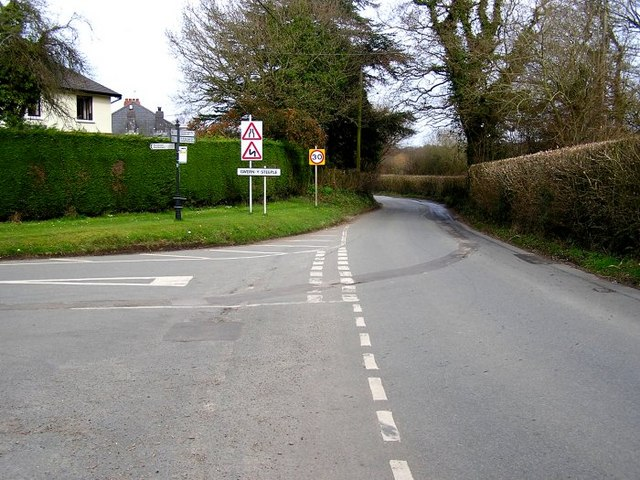
Entrada para Gwern-y-Steeple.

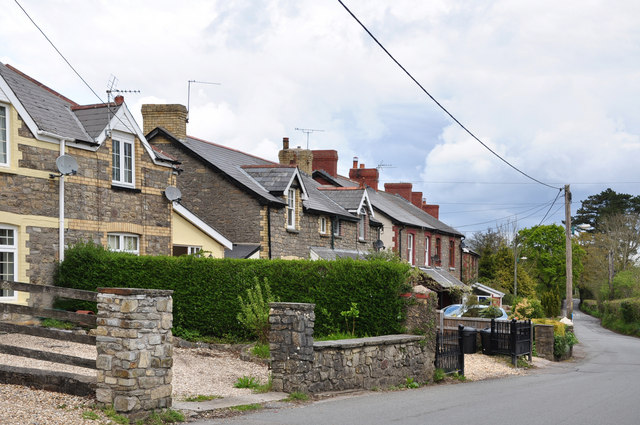
Casas de Gwern-y-Steeple.

Gwern-y-Steeple é um hamlet situado em Bro Morgannwg, Gales. Localiza-se a norte da estrada A48 e na estrada sudoeste para Peterston-Super-Ely. O Cottrell Park Golf Club fica ao sul. Gwern-y-Steeple faz parte da vila de Peterston-Super-Ely e está na área de influência da Igreja de Peterson-Super-Ely Igreja e a Escola Primária Pendoylan. O membro local do parlamento é o conservador Alun Cairns, sendo o vereador local do condado de Bro Morgannwg, Rhodri Traherne.
A vila de São Nicolas estendeu os seus limites para o norte até Gwern-y-Steeple, com a Croes-y-Parc Chapel.

## Residentes notáveis
- C. Davis (c.1958-) - ceramista.[2]